# Papamosques anyil
El papamosques anyil (Eumyias indigo) és una espècie d'ocell de la família dels muscicàpids (Muscicapidae). És endèmic de les illes de Java, Sumatra i Borneo a Indonèsia i Malàisia. Tanmateix, algunes taxonomies consideren que les poblacions de Java i Borneo constitueixen una espècie separada: el papamosques cul-roig. Habita els boscos tropicals i subtropicals de frondoses humits de l'estatge montà entre 900m i 2.600m. El seu estat de conservació es considera de risc mínim.

## Taxonomia
Segons la llista mundial d'ocells del Congrés Ornitològic Internacional (versió 11.2, juliol 2021) el papamosques anyil consta de 3 subespècies:
- E. indigo indigo (Horsfield, 1821) - Illa de Java
- E. indigo ruficrissa (Salvadori, 1879) - Illa de Sumatra
- E. indigo cerviniventris (Sharpe, 1887) - Illa de Borneo

Tanmateix, altres obres taxonòmiques, com el Handook of the Birds of the World i la quarta versió de la BirdLife International Checklist of the birds of the world (Desembre 2019), consideren que les subespècies ruficrissa i cerviniventris constitueixen una espècie separada, havent de restar únicament la subespècie nominal en el tàxon original. Segons aqest criteri, les espècies resultants serien:
- Eumyias indigo (stricto sensu) - Papamosques anyil.[1]
- Eumyias ruficrissa - Papamosques cul-roig.[6]